# Gong Peak
Gong Peak är en bergstopp i Kanada.   Den ligger i provinsen Alberta, i den centrala delen av landet, 3 100 km väster om huvudstaden Ottawa. Toppen på Gong Peak är 3 120 meter över havet, eller 294 meter över den omgivande terrängen. Bredden vid basen är 1,5 km.
Terrängen runt Gong Peak är bergig åt sydost, men åt nordväst är den kuperad.Trakten runt Gong Peak är nära nog obefolkad, med mindre än två invånare per kvadratkilometer.. Det finns inga samhällen i närheten. 
Trakten runt Gong Peak består i huvudsak av gräsmarker.